# Terenia
Terenia je vesnice v Polsku nacházející se ve Mazovském vojvodství, v okrese Pruszków, v gmině Brwinów.
V letech 1975–1998 administrativně patřila do Varšavského vojvodství.